# Janica
Janica – rów wodny na Pobrzeżu Szczecińskim, w woj. zachodniopomorskim, w powiecie gryfickim, prawobrzeżny dopływ Kanału Lądkowskiego.
Janica bierze początek między wsiami Gostyniec i Niczonów w gminie Karnice, skąd płynie na północ przez Niczonów. Następnie biegnie na północny zachód i ok. 1,6 km na zachód od Dreżewa uchodzi do Kanału Lądkowskiego.
Nazwę Janica wprowadzono urzędowo w 1948 roku, zastępując poprzednią niemiecką nazwę Leiermanns Bach.